# موريل هاتشيسون
موريل هاتشيسون (بالإنجليزية: Muriel Hutchison)‏ هي ممثلة أمريكية، ولدت في 10 فبراير 1915 في مانهاتن في الولايات المتحدة، وتوفيت في 24 مارس 1975.

## وصلات خارجية
- موريل هاتشيسون على موقع IMDb (الإنجليزية)
- موريل هاتشيسون على موقع قاعدة بيانات برودواي على الإنترنت (الإنجليزية)
- موريل هاتشيسون على موقع قاعدة بيانات الفيلم (الإنجليزية)